# Kanton Dieppe-2
Der Kanton Dieppe-2 ist seit 2015 ein französischer Wahlkreis für die Wahl des Départementrats  im Arrondissement Dieppe im Département Seine-Maritime in der Region Normandie. Das Bureau centralisateur befindet sich in Dieppe.

## Gemeinden
Der Kanton besteht aus 22 Gemeinden und Gemeindeteilen mit insgesamt 38.192 Einwohnern (Stand: 1. Januar 2022) auf einer Gesamtfläche von 300,05 km²:
| Gemeinde                   | Einwohner 1. Januar 2022 | Fläche km² | Dichte Einw./km² | Code INSEE | Postleitzahl |
| -------------------------- | ------------------------ | ---------- | ---------------- | ---------- | ------------ |
| Ancourt                    | 627                      | 12,44      | 50               | 76008      | 76370        |
| Arques-la-Bataille         | 2.433                    | 14,69      | 166              | 76026      | 76880        |
| Bailly-en-Rivière          | 514                      | 20,06      | 26               | 76054      | 76630        |
| Bellengreville             | 471                      | 7,67       | 61               | 76071      | 76630        |
| Dampierre-Saint-Nicolas    | 447                      | 3,94       | 113              | 76210      | 76510        |
| Dieppe                     | 10.894                   | 5,53       | 1.970            | 76217      | 76200        |
| Douvrend                   | 511                      | 17,96      | 28               | 76220      | 76630        |
| Envermeu                   | 1.973                    | 14,58      | 135              | 76235      | 76630        |
| Freulleville               | 378                      | 11,13      | 34               | 76288      | 76510        |
| Grèges                     | 840                      | 3,13       | 268              | 76324      | 76370        |
| Les Ifs                    | 72                       | 4,03       | 18               | 76371      | 76630        |
| Martin-Église              | 1.595                    | 9,58       | 166              | 76414      | 76370        |
| Meulers                    | 579                      | 6,67       | 87               | 76437      | 76510        |
| Notre-Dame-d’Aliermont     | 712                      | 13,31      | 53               | 76472      | 76510        |
| Petit-Caux                 | 9.626                    | 91,11      | 106              | 76618      | 76550        |
| Ricarville-du-Val          | 193                      | 5,62       | 34               | 76526      | 76510        |
| Saint-Aubin-le-Cauf        | 832                      | 10,11      | 82               | 76562      | 76510        |
| Saint-Jacques-d’Aliermont  | 362                      | 7,86       | 46               | 76590      | 76510        |
| Saint-Nicolas-d’Aliermont  | 3.707                    | 15,53      | 239              | 76624      | 76510        |
| Saint-Ouen-sous-Bailly     | 225                      | 5,32       | 42               | 76630      | 76630        |
| Saint-Vaast-d’Équiqueville | 753                      | 14,04      | 54               | 76652      | 76510        |
| Sauchay                    | 448                      | 5,74       | 78               | 76665      | 76630        |
| Kanton Dieppe-2            | 38.192                   | 300,05     | 127              | 7608       | –            |

1. ↑   Nur der östliche Teil der Gemeinde, der Rest gehört zum Kanton Dieppe-1.

## Veränderungen im Gemeindebestand seit der landesweiten Neuordnung der Kantone
2016: Fusion Assigny, Auquemesnil, Belleville-sur-Mer, Berneval-le-Grand, Biville-sur-Mer, Bracquemont, Brunville, Derchigny, Glicourt, Gouchaupre, Greny, Guilmécourt, Intraville, Penly, Saint-Martin-en-Campagne, Saint-Quentin-au-Bosc, Tocqueville-sur-Eu und Tourville-la-Chapelle → Petit-Caux